# Chanson pour Nathalie
Singles de Nino Ferrer
Alcina De Jesus
(1975) Joseph Joseph
(1978)
Chanson pour Nathalie est une chanson écrite, composée et interprétée par Nino Ferrer, parue sur l'album Suite en œuf en 1975, puis en single en 1976. Toutefois, elle ne fut jamais classée dans le hit-parade en France.

## Historique
Nino Ferrer écrivit cette chanson en hommage à une de ses fans, décédée dans un accident de la route à dix-neuf ans,. Le début du texte de Chanson pour Nathalie parle de la vie de la jeune fille qu'elle ne connaîtra jamais de façon imagée, comparant la vie à « de l'eau qui coule d'une fontaine », ajoutant qu'« elle n'a pas eu le temps de boire la sienne », puis, par la suite, fait référence au drame dans les derniers mots des paroles de la chanson : 
C'était en hiver,
Elle roulait vers Poitiers
À côté de son frère
Et d'un ami du quartier
Et c'est à l'arrière
D'un camion militaire,
Qu'elle est arrivée
À la fin de l'hiver.